# Liam McIntyre
Liam James McIntyre (Adelaide, 8 febbraio 1982) è un attore australiano.
È conosciuto principalmente per le sue apparizioni in diversi cortometraggi e serie televisive australiane. Dal 2012 al 2013 ha recitato nel ruolo del protagonista Spartacus nella serie televisiva Starz omonima.

## Carriera
La carriera recitativa dell'attore inizia nel 2007, anno in cui recitò nel cortometraggio Shotgun! [An Opening Sequence], di cui fu anche co-produttore. Successivamente, nello stesso anno, recitò anche in un altro cortometraggio, dal titolo Fancy.
Nel 2009 recita per la prima volta in un lungometraggio Niflheim: Blood & Bullets, un film di guerra in cui recita nel ruolo di Christopher Bragi.
Nel 2010 partecipa a tre fiction televisive: recita nella puntata dal titolo Iwo Jima della miniserie televisiva The Pacific, appare in una puntata della soap opera Neighbours e partecipa a due episodi della serie televisiva Rush.
Nel 2011 arriva la svolta per la sua carriera recitativa, viene infatti scelto per sostituire il compianto attore Andy Whitfield nel ruolo di Spartacus nella omonima serie televisiva Spartacus. Ha recitato in questo ruolo a partire dalla seconda stagione della serie, la quale è andata in onda a partire dal gennaio 2012 col titolo Spartacus - La vendetta. Ha continuato a recitare in questo ruolo anche durante la terza stagione.
Sempre nel 2011 è apparso nel film Ektopos.
Nel 2015 entra nel cast della serie The Flash nel ruolo di Mark Mardon/Mago del Tempo, comparendo in alcuni episodi delle stagioni 1 e 2.

## Filmografia

### Cinema
- Shotgun! [An Opening Sequence], regia di Alistair Marks – cortometraggio (2007)
- Fancy, regia di Luke Richardson – cortometraggio (2007)
- Anniversary, regia di Cassie Dart – cortometraggio (2009)
- Niflheim: Blood & Bullets, regia di Nathaniel Iwaszko (2009)
- Bottled Up, regia di Edouard Mouy – cortometraggio (2010)
- Radev, regia di Matthew Cleaves – cortometraggio (2010)
- Ektopos, regia di Ben Shackleford (2011)
- Hercules - La leggenda ha inizio (The Legend of Hercules), regia di Renny Harlin (2014)
- Security, regia di Alain Desrochers (2017)
- Apple of my eye, regia di Castille Landon (2017)

### Televisione
- The Pacific – miniserie TV, puntata 8 (2010)
- Neighbours – serial TV, puntata 5917 (2010)
- Rush – serie TV, episodi 3x08-3x16 (2010)
- Spartacus – serie TV, 20 episodi (2012-2013) – Spartacus
- The Killing Field, regia di Samantha Lang (2014)
- The Flash – serie TV, 5 episodi (2014-2018)
- Pulse – serie TV, 8 episodi (2017)
- Loro (Them) – serie TV, 6 episodi (2021)

## Doppiaggio
- Gears of War 4 – videogioco (2016)
- Star Wars Resistance – serie TV, 13 episodi (2018-2019)
- Gears 5 – videogioco (2019)
- Star Wars Jedi: Fallen Order – videogioco (2019)

## Doppiatori italiani
Nelle versioni in italiano delle opere in cui ha recitato, Liam McIntyre è stato doppiato da:
- Fabio Boccanera in Spartacus, The Flash, Security
- Marco Foschi in Hercules - La leggenda ha inizio
- Fabrizio De Flaviis in Loro

Da doppiatore è stato sostituito da
- Ruggero Andreozzi in Gears 5[3]
- Alessandro Budroni in Star Wars Jedi: Fallen Order[4]